# Diaphorocellus
Genre
Diaphorocellus est un genre d'araignées aranéomorphes de la famille des Palpimanidae.

## Distribution
Les espèces de ce genre se rencontrent en Afrique australe et en Afrique de l'Est.

## Liste des espèces
Selon World Spider Catalog (version 21.0, 01/03/2020) :
- Diaphorocellus albooculatus Lawrence, 1927
- Diaphorocellus biplagiatus Simon, 1893
- Diaphorocellus helveolus (Simon, 1910)
- Diaphorocellus isalo Zonstein & Marusik, 2020
- Diaphorocellus jocquei Zonstein & Marusik, 2020
- Diaphorocellus rufus (Tullgren, 1910)

## Publication originale
- Simon, 1893 : Histoire naturelle des araignées. Paris, vol. 1, p. 257-488 (texte intégral).